# Kőszegi András
Kőszegi András (Keszthely, 1966.december.22. –)  márkatanácsadó, kommunikációs szakember, nemzetközi CSR szakértő; műsorvezető, szerkesztő, újságíró, az onBRANDS hírportál alapítója; a SkillX Technologies vezérigazgató-helyettese; a Magyar Marketing Szövetség volt elnökségi tagja; több egyetem vendégelőadója.

## Kezdeti évek, tanulmányok
Keszthelyen született. Szülei Nagykamarásból származtak, édesapja katonatiszt volt, édesanyja a Honvédelmi Minisztériumban dolgozott polgári alkalmazottként. Tatán járt általános iskolába és zeneiskolába. 1977-ben Budapestre költöztek és a Berzeviczy Gizella Általános Iskola tanulója lett, majd 1985-ben az Egressy Gábor szakközépiskolában érettségizett és szerzett elektronikai műszaki végzettséget. A 80-as években az iskola mellett dj-ként teremtett egzisztenciát magának.
Kőszegi felsőfokú tanulmányait 2001-ben a Szegedi Tudományegyetemen kezdte meg művelődésszervező és média szakon, majd 2004-től 2006-ig a Budapesti Gazdasági Főiskola marketingkommunikáció szakán tanult. 2011-től 2013-ig a Budapesti Kommunikációs és Üzleti Főiskolán kommunikáció és média szakon folytatta tanulmányait.
2013-ban az osztrák DIE MarkenWertExpertnél majd 2020-ban az Innermetrix: Certified Innermetrix DISC+ Consultantnál vett részt márkatanácsadási és személyiségdiagnosztikai szakképzéseken.

## Életpálya
Kőszegi András első munkahelye a Magyar Rádió volt 1985-ben. A Petőfi délelőtt szerkesztőriporteri tapasztalatai után   kezdett el televíziós műsorokat vezetni a Satelitnél és az ATV-nél. A rádiózással sem hagyott fel, tovább rádiózott a Fehérvár Rádiónál, az Infórum Rádiónál és a Budapest Rádiónál, ezek mellett kommunikációs tanácsadóként dolgozott.
2003-ban a Gazdasági Rádió elindításában kommunikációs igazgatóként és szerkesztő-műsorvezetőként vett részt.
2004-ben megalapította a BrandTrend márkahíreket közlő oldalt. Kőszegi 2005-ben a Színes Bulvár Lap médiaigazgatója lett, fő feladata a lap rebrandigje volt.
2010-ben megszervezte Magyarországon az első CSR (Társadalmi felelősségvállalás) kommunikációs konferenciákat,  2011-ben pedig az első személyes márka konferenciát. 2019-ben szakított a BrandTrenddel és Onbrands.hu néven új márkahírportált hozott létre.
Kőszegi 2022-ben és a rákövetkező évben a Magyar Exportfejlesztési Ügynökség (HEPA) képzésszervezési osztályvezetője volt, 2023-tól a SkillX Technologies márkatanácsadója, 2024-től pedig vezérigazgató-helyettese.

## Oktatás
Kőszegi András 2004-től számos egyetemen oktatott vendégelőadóként. Ezek között a Budapesti Gazdaságtudományi Egyetemen, a Pázmány Péter Katolikus Egyetemen, a Károli Gáspár Református Egyetemen, valamint az SMU-n (Singapore Management University).
A Budapesti Corvinus Egyetemen a kríziskommunikációs kurzus oktatója, míg a Budapesti Metropolitan Egyetemen a CSR-üzleti fenntarthatóság szakirány vezetője volt.

## Konferenciák
Kőszegi rendszeres szervezője, előadója és moderátora a különböző márkákkal, márkázással, márkaépítéssel és CSR-rel kapcsolatos konferenciáknak. 

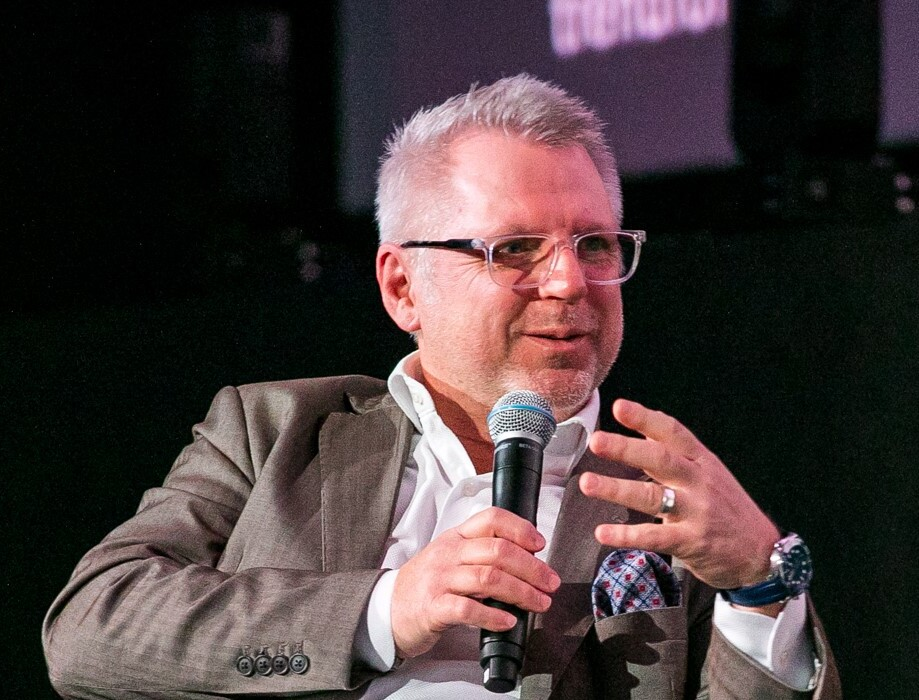
Kőszegi András márkatanácsadó előadás közben

Ezek közül néhány, időrendi sorrendben:
- Brand a lelke mindennek – Értékesítők 5. Országos Konferenciája (2007)
- Brand Camp – márkatábor a hallgatóknak (2008)[16]
- BrandTrend konferencia a CSR és a márkaépítés közös jövőjéről (2014)
- A CSR és márkaépítés közös jövője. BrandTrend konferencia a Mercedes gyárban (2014)[17]
- “Társadalmi profit = Üzleti profit?” (2015)[18]
- World CSR Day (Mumbai, 2016)[19]
- World Sustainability Congress (Dubaj, 2017)[20][21][22][23]
- Magyar térhódítás külföldön, válság idején (2020)[24]
- Brandépítés – 2022 PP-BKK konferencia (2021)[25]
- Minket a fikciók tartanak össze.  A fenntartható tartalomgyártás üzleti modelljei és trendjei (2023)[26]
- Revolution, forradalmi változások a munkaerőpiacon (2024)[27][28]

## Médiamegjelenések
Kőszegi András a média állandó szereplője, keresett interjúalanya; számos hazai és külföldi médiamegjelenés részese.
Ezek közül néhány médium és konkrét megjelenés:
- ATV Magyarország, TV2 Magyarország, PestiTV, Jazzy.
- Mandiner, 168 Óra, PlayBoy, MeinBezirk.at,
- DIE MarkenWertExperten, Igényes férfi, Carrie, HRportal, Üzletem.hu.

## Publikációk
Kőszegi médiamegjelenései mellett rendszeresen publikál szaklapokban, közéleti és szakmai mikroblogokon, így az Onbrands.hu KIMONDOM oldalán és a koszegiandras.blog.hu-n.

## Bibliográfia
Kőszegi András két könyvet jelentetett meg eddig:
- Ez a branding – 51 márkás beszélgetés |  Brandtrend Kft. (2013) | ISBN 9789630872836
- Ez a CSR  |  Brandtrend Kft. (2015) | ISBN 9789630891080

## Díjak, elismerések
- Budapest, Újpesti Önkormányzat: „Újpestért” díj (2003)
- Magyar Marketing Szövetség: „A marketing szakmáért végzett munkájáért” díj (2008)
- Hungarian Business Leaders Forum: „Média a társadalomért” különdíj (2009)

## Egyéb tisztségek, tagságok
- Szponzorációs Asztaltársaság – alapító (2007)[48]
- Good CSR  – zsűritag (2011)[49]
- 3 Jó Cselekedet CSR – zsűritag (2015)[50]
- EFFIE[51] – zsűritag (2022)[52]
- PREXA[53] – főzsűritag (2022)[54]
- Next Generation PR World Cup – zsűritag (2022)[55]
- Joint Venture Szövetség (JVSZ) – tag (2024-től)[56]
- Menedzserek Országos Szövetség – tag (2024-től)[57]

## Családja
1988 óta nős, felesége Kőszeginé Lipták Éva a gyermek egészségügyben dolgozik.
Két gyermeke van, az 1990-ben született Holda a bankszektorban dolgozik, a 2000-ben született Kristóf pedig dj és szerkesztő-műsorvezető. 
Kőszegi Andrásnak két unokája van.